# Korowje (Ukraina)
Korowje (ukr. Коров'є) – wieś na Ukrainie, w obwodzie chmielnickim, w rejonie chmielnickim, w hromadzie Teofipol. W 2001 roku liczyła 747 mieszkańców.